# Peinture-mot

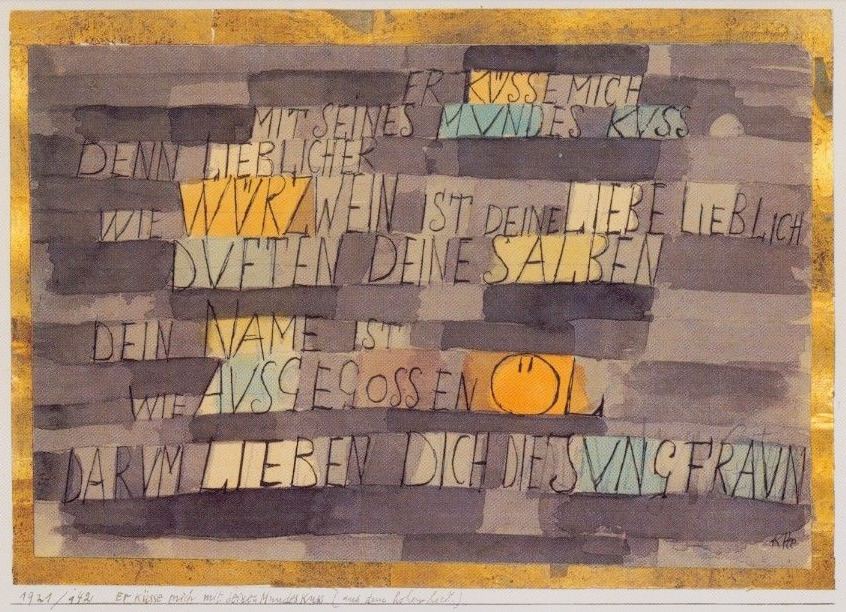
Er küsse mich mit seines Mundes Kuss, Paul Klee, 1921

Een peinture-mot (woordschildering) of tableau-poème (schilderij-gedicht) is een kunstvorm die literatuur en schilderkunst combineert. Het ontstaat door samenwerking van een kunstschilder en een dichter, of door één kunstenaar die beide aspecten invult. Woord en beeld worden in het werk vermengd.
Een bekend voorbeeld is het werk Er küsse mich uit 1921 van Paul Klee. In 1928 maakte Piet Mondriaan het werk tableau-poème met tekst van Michel Seuphor.

## Cobra
Binnen de Cobra-beweging ontstonden diverse samenwerkingsprojecten tussen kunstenaars. Deze samenwerking leidde ook tot gezamenlijke werken van dichters en schilders en leidde tot diverse peinture mots. Met name de Belgische kunstenaar Christian Dotremont was een groot liefhebber van deze samenwerkingsvorm. Dotremont werkte onder andere samen met Pierre Alechinsky. Onder de titel Peinture mot werd in een eigen zaal binnen een uitgebreidere tentoonstelling over Cobra in Los Angeles aandacht besteed aan hun werk.